# Rachel Neylan
Rachel Neylan (ur. 9 marca 1982 w Sydney) – australijska kolarka szosowa, srebrna medalistka mistrzostw świata.

## Kariera
Największy sukces w karierze Rachel Neylan osiągnęła w 2012 roku, kiedy zdobyła srebrny medal w wyścigu ze startu wspólnego na mistrzostwach świata w Valkenburgu. W zawodach tych wyprzedziła ją jedynie Holenderka Marianne Vos, a trzecie miejsce zajęła włoszka Elisa Longo Borghini. W tej samej konkurencji zdobyła również brązowy medal na rozgrywanych kilka tygodni wcześniej kolarskich mistrzostwach Oceanii. Jest ponadto brązową medalistką mistrzostw Australii w wyścigu ze startu wspólnego. Nie brała udziału w igrzyskach olimpijskich. Od 2013 roku jest zawodniczką Hitec Products UCK.